# Casa de Queràs I
Casa de Queràs I és una masia al terme municipal de Cervera (Segarra) protegida com a Bé Cultural d'Interès Local.

## Descripció
Edificació de planta quadrangular de planta baixa, primer pis i golfa. Les portes de la planta baixa són d'arc rebaixat o escarser, realitzat amb maons. L'aparell constructiu de l'edifici és arrebossat.
(Text procedent del POUM)